# Christian Wahrlich
Christian Wahrlich (4 de octubre de 1957) es un deportista alemán que compitió para la RFA en remo. Ganó una medalla de oro en el Campeonato Mundial de Remo de 1980, en la prueba de scull individual ligero.

## Palmarés internacional
| Campeonato Mundial | Campeonato Mundial | Campeonato Mundial | Campeonato Mundial      |
| Año                | Lugar              | Medalla            | Prueba                  |
| ------------------ | ------------------ | ------------------ | ----------------------- |
| 1980               | Malinas (Bélgica)  | Medalla de oro     | Scull individual ligero |